# Philactis zinnioides
Philactis zinnioides là một loài thực vật có hoa trong họ Cúc. Loài này được Schrad. miêu tả khoa học đầu tiên.